# Porta Romana (Sienne)
Pour les articles homonymes, voir Porta Romana.
La Porta Romana  est l'une des anciennes portes des remparts de la ville de Sienne qui enserrent le centre historique de la ville. 
Elle est l'aboutissement,  vers le centre historique, de la Via Cassia venant de Rome par le Sud.

## Histoire
Elle fut construite munie de créneaux et surmontée d'un bastion défensif vers 1327-1328 sur les plans de Agnolo di Ventura et d'Agostino di Giovanni. Elle comporte trois arches successives.
Comme les autres portes de la ville, elle fut décorée  de la figure de la Vierge en 1417 par Taddeo di Bartolo  pour invoquer sa protection divine. Continuée par  Sassetta elle fut terminée, trois ans après sa mort en 1466 par Sano di Pietro.
Une Gloria di angeli sous l'arche et une  Incoronazione della Vergine de l'arche centrale complétèrent la décoration. 
En 1978 les fresques furent détachées,  transférées et exposées sur l'envers de la façade de la  Basilique Saint-François.